# Лангштет
Лангштет (њем. Langstedt) општина је у њемачкој савезној држави Шлезвиг-Холштајн. Једно је од 134 општинска средишта округа Шлезвиг-Фленсбург. Према процјени из 2010. у општини је живјело 1.020 становника. Посједује регионалну шифру (AGS) 1059138.

## Географски и демографски подаци
Лангштет се налази у савезној држави Шлезвиг-Холштајн у округу Шлезвиг-Фленсбург. Општина се налази на надморској висини од 16 метара. Површина општине износи 13,2 km². У самом мјесту је, према процјени из 2010. године, живјело 1.020 становника. Просјечна густина становништва износи 77 становника/km².